# تيم هولاند
تيم هولاند (بالإنجليزية: Tim Holland)‏ هو كاتب أمريكي، ولد في 3 مارس 1931، وتوفي في 10 مارس 2010 بسبب نفاخ رئوي.